# Boum-Boum
«Boum-Boum» es el tercer y último sencillo extraído del álbum Voyageur, de Enigma. Solo llegó al n.º 98 en Alemania y al n.º 108 en el Reino Unido. 
La canción está cantada por Ruth-Ann Boyle y Andru Donalds.
Fue grabada en los A.R.T. Studios de la casa de Michael Cretu en la isla de Ibiza, y publicada siete meses después del último sencillo editado por Enigma, «Following the Sun». 
Aparte del maxisencillo en CD publicado comercialmente, también se editó varios discos promocionales, como el disco de vinilo de 12 pulgadas con las versiones Chicane Club Version y Wally Lopez Club Version; otro disco de vinilo de 12 pulgadas con las versiones Chicane Club Mix y Original Mix; un CD promocional con las versiones Chicane Radio Edit, Enigma Radio Edit y Wally Lopez Radio Edit; y un CD promocional con la versión Radio Edit de «Boum-Boum».

## Listado

### «Boum-Boum»
- CD maxisencillo

1. Chicane Radio Edit — 3:41
2. Enigma Radio Edit — 3:43
3. Wally Lopez Radio Edit — 3:22
4. Chicane Club Version — 5:01
5. Wally Lopez Club Version — 9:33